# Marsdenia oreophila
Marsdenia oreophila är en oleanderväxtart som beskrevs av W. W. Smith. Marsdenia oreophila ingår i släktet Marsdenia och familjen oleanderväxter. Inga underarter finns listade i Catalogue of Life.